# 中村俊一
中村 俊一（なかむら しゅんいち、1926年〈大正15年〉1月4日 - 1980年〈昭和55年〉11月25日）は、日本の演出家、俳優、劇団「仲間」主宰者。

## 人物
神奈川県横浜市生まれ。松尾鉱業の2代目社長中村正雄の長男。父方の祖父は松尾鉱業、太洋鉱業、増田屋各社長などをつとめた中村房次郎。母方の祖父は日本の社会主義運動の先駆者で、早稲田大学野球部を創設したことでも知られる安部磯雄で、母・京はその次女である。
1945年に早稲田大学文学部国文科を中退。千田是也の知遇を得て俳優講習所に学び、俳優座に入団。演出助手や舞台監督、養成所の講師を経て、俳優座の養成所の2期生と共に1953年に劇団仲間を結成した。主宰者となる。
父が経営していた岩手県の松尾鉱山には、大きな劇場が2つあり、内装や照明などは俊一の意見を取り入れて作られた。新東宝が映画『思春の泉』を松尾鉱山のお膝元である田頭村 (岩手県)で撮影する為、松尾鉱業社長の息子である中村が主催する劇団仲間に協力を依頼、これが劇団仲間の最初の仕事となった。そのため、劇団仲間の旗揚げ公演はロケ前夜祭として松尾鉱山で行われた。1955年にヴァイゼンボルン作「三人の紳士」で演出を担当し、芸術祭奨励賞を受賞した。1980年11月25日に心筋梗塞のため死去。
演出家だけでなく俳優として、NHK「おはなはん」、「あしたこそ」「風の隼人」、TBS「ありがとう」、映画「トラ・トラ・トラ!」などに出演。

## 後任
中村の死後、その持ち役を引き継いだ人物は以下の通り。
- 塚田正昭 - 『刑事コロンボ』：エイドリアン・カッシーニ※追加収録部分のみ

## 出演作品

### テレビドラマ
- NECサンデー劇場「三好十郎追悼番組 地勢」（1959年12月13日、NET）
- ドキュメンタリードラマ「指名手配 第25回 白い鞘」（1960年、NET）
- 愛の涯（1961年、NTV）
- お気に召すまま 第3話「天才の秘密」（1962年、NET）
- 連続テレビ小説「おはなはん」（1966年、NHK）
- 銀河ドラマ「朱鷺の墓」（1970年、NHK） - 森戸院長
- ありがとう（1970年、TBS） - 洞外大介
- 日本怪談劇場 第11話「怪談 耳なし芳一」（1970年、12ch）- 和尚十念
- 若い!先生（1974年、CX） - 校長
- 夏の光に…（1980年10月24日、NHK） - 松本

### 映画
- 春のおとずれ（1977年、日映科学映画製作所）
- 黒の奔流（1972年）
- 制服の胸のここには（1972年）
- トラ・トラ・トラ!（1970年）
- 松川事件（1961年）
- 武器なき斗い（1960年）
- ぶっつけ本番（1958年）
- 怒りの孤島（1958年）

### 吹き替え
- ママは太陽　(1970年ー1971年、NHK) - デンバー・パイル
- 刑事コロンボ 別れのワイン（1974年、NHK） - エイドリアン・カッシーニ：ドナルド・プレザンス
- イルカの日（1976年、テレビ朝日） - カーティス・マホニー：ポール・ソルヴィノ
- 地上最強の美女バイオニック・ジェミー（1976年、日本テレビ） - フランクリン博士：ジョン・ハウスマン
- ミセス・コロンボ 殺しの日は雨（1980年、NHK） - イアン・A・モーリー：ドナルド・プレザンス